# Cennino Cennini
Cennino Cennini bzw. Cennino d’Andrea Cennini (* um 1370 in Colle di Val d’Elsa, Florenz; † unbekannt) war ein in Florenz und Umgebung sowie in Padua aktiver Maler. Er ist Autor des Libro dell’arte, eines Anfang des 15. Jahrhunderts verfassten Traktats mit Anweisungen zu künstlerischen Techniken und Materialien, das die kunstwissenschaftliche Forschung als bedeutendste literarische Quelle zur italienischen Kunstpraxis des späten Trecento bewertet.

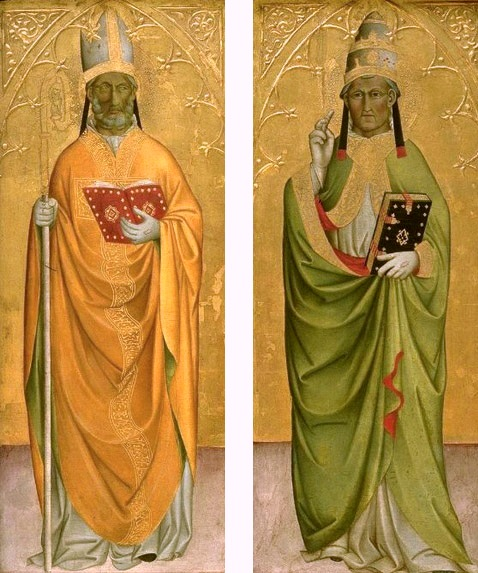
Cennino Cennini (zugeschrieben), stehende Heilige, zwischen 1392 und 1396, Tempera und Gold auf Pappelholz, Gemäldegalerie Berlin

## Leben
Cennino Cennini wurde als Sohn von Drea (Andrea), möglicherweise ebenfalls Maler, geboren. Seine Ausbildung absolvierte er nach eigener Darstellung in seinem Libro dell’arte in der Werkstatt des Florentiner Malers Agnolo Gaddi. Dokumentarisch gesicherte Nachrichten zu seinem Leben fehlen weitgehend; lediglich sein Aufenthalt und seine Heirat mit Ricca di Cittadella 1398 in Padua sind belegt. Dort, im Umfeld des Hofes von Francesco da Carrara, entstand wahrscheinlich auch sein Libro dell'arte.

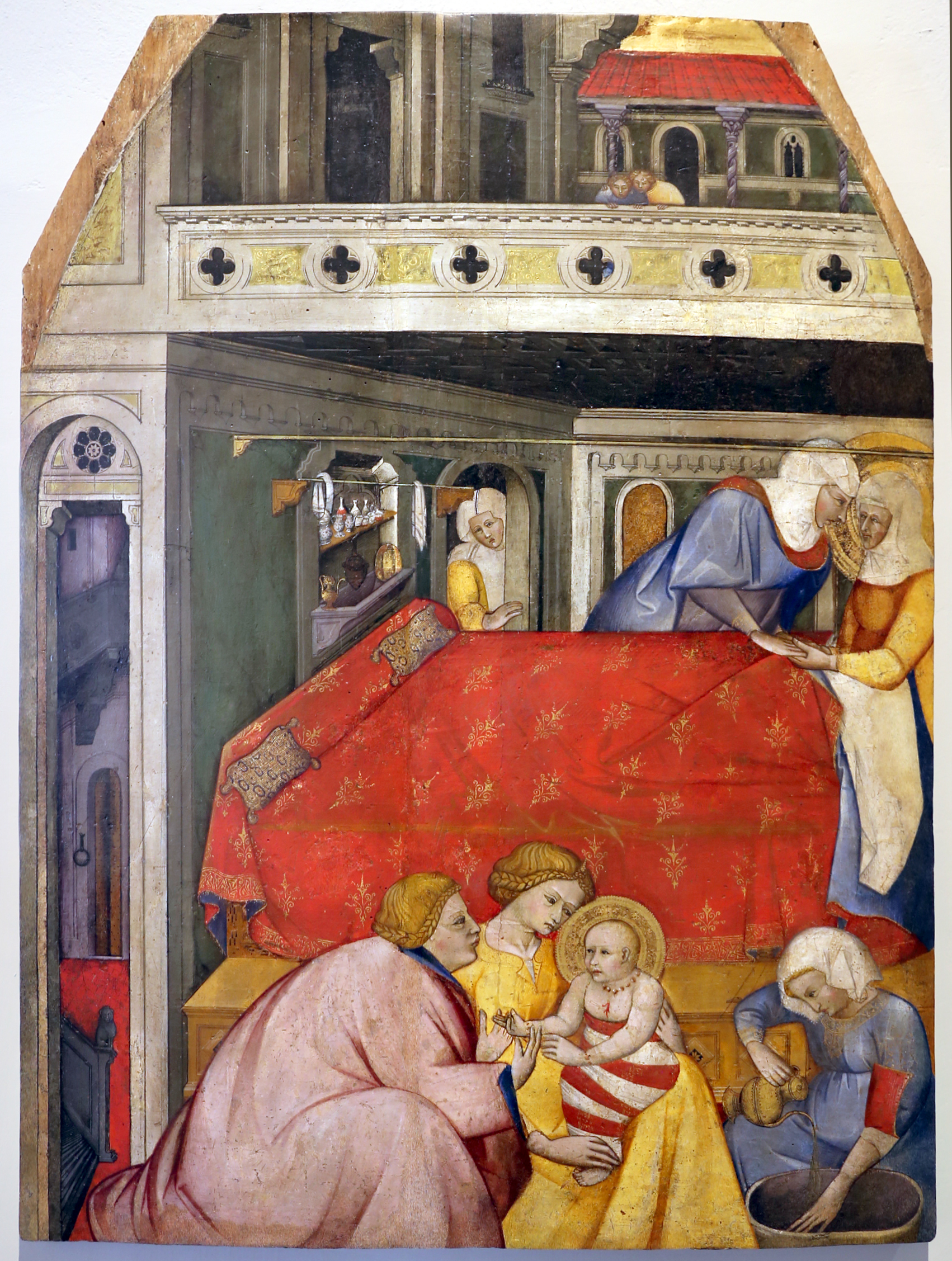
Cennini Cennini (zugeschrieben), Geburt Mariens, 1390–1410, Tempera auf Holz, Museo civico e d’arte sacra, Colle di Val d’Elsa

Ausgehend vom 1388 entstandenen Freskenzyklus zum Leben des hl. Stephanus im Convento di San Lucchese bei Poggibonsi versuchte der Kunsthistoriker Miklós Boskovits in den 1970er Jahren Cennino Cennini eine Handvoll Gemälde zuzuschreiben, unter anderem zwei Tafeln mit stehenden Heiligen in der Berliner Gemäldegalerie, die ursprünglich zu einem Polyptychon gehörten. Die von Giorgio Vasari in der Vita des Agnolo Gaddi als "gut erhalten" erwähnte Madonna mit Heiligen "von seiner Hand" in der Loggia des Ospedale San Bonifacio in Florenz ("di sua mano, sotto la loggia dello Spedale di Bonifazio Lupi, una Nostra Donna con certi Santi, di maniera sì colorita ch’ella si è insino a oggi molto bene conservata") ist wahrscheinlich bis auf einen 1787 auf Leinwand übertragenen Rest verloren.
Ort und Zeitpunkt seines Todes sind unbekannt; möglicherweise war Cennino Cennini nach dem endgültigen Sturz der Carrara-Herrschaft in Padua 1405 durch die Republik Venedig nach Florenz zurückgekehrt. Ein Dokument von 1427 aus der Umgebung von Colle di Val d’Elsa erwähnt einen 26-jährigen "Drea del fu Cennino" ("des 'gewesenen' Cennino"). Wenn es sich bei Drea (von Andrea, was dem Namen des Großvaters entspräche) tatsächlich um einen Sohn Cenninos handelt, muss dieser vor 1427 verstorben sein.

## Libro dell’Arte
Das wahrscheinlich kurz nach 1400 in Padua verfasste Libro dell'arte enthält neben einigen wenigen Auskünften zum Autor und Bemerkungen zur Bedeutung der Kunst und insbesondere des Zeichnens eine Fülle von technischen Beschreibungen und Rezepte sowie Angaben zu Rohstoffen.
Die älteste bekannte Handschrift, das Manuskript der Biblioteca Laurenziana LXXVIII, 23, war mit dem Datum 31. Juli 1437 versehen und enthielt dort die Bemerkung „ex Stincarum, ecc“, eine latinisierte Bezeichnung der Stinche, des Gefängnisses von Florenz. Die Notiz veranlasste den Kunsthistoriker Francesco Dini 1905 zu der Annahme, der Autor selbst habe dort im Gefängnis gesessen und die Zeit zum Verfassen des Werkes genutzt; mittlerweile geht die Forschung davon aus, dass es sich um eine Abschrift handelt.
Eine Handschrift des Werkes wurde im frühen 18. Jahrhundert in der Bibliothek des Vatikans entdeckt. 1821 wurde das Libro dell’arte erstmals gedruckt. Noch im 19. Jahrhundert erschienen die ersten Übersetzungen: 1844 ins Englische von Marry Merrifield, 1858 ins Französische und 1871 ins Deutsche von Albert Ilg.
2019 wurde in Mailand eine von Veronica Ricotta herausgegebene kritische Edition des Libro dell’arte publiziert.

### Inhalt desLibro dell’arte
Das Buch umfasst 188 überwiegend kurze Kapitel. Im ersten Kapitel leitet Cennino Cennini nach der Anrufung mehrerer Heiliger die Kunst aus der Verpflichtung Adams und Evas zur handwerklichen Arbeit nach dem "Sündenfall" her; hieran schließt eine Selbstverortung des Autors als Erbe der Kunst Giottos an. Giotto wird von Cennino Cennini als derjenige eingeführt, der "die Malkunst vom griechischen [=byzantinischen] wieder in's italienische" verwandelt und "die Kunst vollkommener als je einer" gehandhabt habe. Nach kurzen Ausführungen zum Zugang zur Kunst und zu ihren "Grundlagen", dem "Zeichnen und Malen", beginnen ab dem 5. Kapitel die praktischen Hinweise zum Zeichnen und Malen mit Wasserfarben auf "Täfelchen", Pergament und – u. a. farbigem und transparentem – Papier sowie zu den Zeicheninstrumenten (Silber- und Bleistift, Kohle, Feder). In einem kurzen Exkurs (Kap. 27–29) erklärt Cennino Cennini, wie man das Zeichnen am besten lerne: zum einen durch das "Nachahmen der besten Sachen, die du von Händen grosser Meister finden kannst" und zu anderen durch "das Studium der Natur", das er als "das beste Steuer, die Triumphpforte des Zeichnens" rühmt. Außerdem verlangt er Mäßigkeit beim Essen und Trinken und warnt vor schwerer Arbeit und dem "häufigen Umgang mit Frauen".
Ab dem 35. Kapitel schreibt der Autor über die Herstellung, die Verarbeitung und den Einsatz von Farben: Kapitel 36 und 37 sind dem Schwarz gewidmet, 38 dem Rot, was "Sinopia genannt wird", 39 und 40 dem Zinnober und 41–44 weiteren Rot-Tönen. Von Kapitel 45 an bis einschließlich 50 werden Gelb-Töne (Ocker, "Giallorino" und Auripigment, "Risalgallo", Safrangelb, "Árzica") behandelt, Grün ("verdeterra", "verde azzuro") und Grünausmischungen folgen bis Kapitel 57. Die beiden nächsten Abschnitte behandeln Weiß, unter anderem Bianco di San Giovanni. und des Bleiweiß. Kapitel 60–62 erläutern die Herkunft und den Gebrauch der Blau-Pigmente Azur ("azzurro della Magna", eigentlich "azzuro dell'Alemagna" – "Azur aus Deutschland") und – wegen des besonderen Ansehens und des hohen Preises ausführlich – Ultramarin ("azzuro oltramarino").
Die Kapitel 63 bis 66 befassen sich mit der Herstellung von Pinseln aus dem Haar von Eichhörnchen und Schweineborsten.
Hinweise zur Wandmalerei, und hier vor allem zur Freskotechnik (67–88), bilden wegen der besonderen Bedeutung dieser Bildgattung für die Ausstattung von Kirchen einen Schwerpunkt des Traktats. In den deutlich umfangreicheren Abschnitten zum Fresko erklärt Cennino Cennini unter anderem, wie das Inkarnat (67, 68), Bärte und Haare (69), der Körper eines Mannes (70) sowie Kleidung und Falten (71) zu malen sind. In Kapitel 72 wird erklärt, wie das Fresko durch Hinzufügungen al secco, also im Unterschied zum Fresko mit Bindemitteln angemischte Pigmente, zu vollenden ist. Kapitel 89 bis 94 liefern Erklärungen zur Ölmalerei auf der Wand, auf Metall und auf Holztafeln. Hierauf folgen Ratschläge zum Auftrag von Schlagmetallfolie aus Gold, Silber und Zinn auf die freskierte Wand (Kap. 95–103).
Ab Kapitel 104 wendet sich der Autor der Tafelmalerei zu. Er beginnt mit der Herstellung von Leimen aller Art (Kap. 105–112) und der Vorbereitung der Tafel und dem Auftragen einer Grundierung aus weißem Gips (gesso) (Kap. 113–121), die der Vorzeichnung (Kap. 122) als Träger dient. In Ergänzung zur Grundierung beschreibt Cennino Cennini, wie erhabene Elemente (beispielsweise Heiligenscheine und Verzierungen) oder Reliefpartien auf der Bildtafel (Kap. 124–126) und auf der Wand (Kap. 127–130) aufgebracht werden können. Bevor er zum Auftrag der Tempera-Farbe kommt, erklärt er verschiedene Techniken der Vergoldung bzw. der Dekoration mit Gold (Kap. 131–143). Die Verwendung der aus Hühnerei und Pigmenten gemischten Tempera wird vom 144. bis zum 149. Kapitel vergleichsweise knapp behandelt. Hierauf folgt ein Abschnitt zur Darstellung von Wasser und Fischen (Kap. 150).
In Kapitel 151 wird angegeben, wie einige Beizen, insbesondere die auf Basis von Alaun, hergestellt werden; die Kapitel 154–156 erklären die Zubereitung und den Auftrag von Firnis auf das fertige Tafelbild, wodurch die Farben "höchst frisch und schön" werden, "um dann in dieser Gestalt stets gleich sich zu erhalten."
Die folgenden Kapitel befassen sich mit der Malerei auf einigen speziellen Untergründen: auf Pergament (für Illuminationen in Büchern), auf verschiedenen Stoffen, auf Truhen und auf Glas. Kapitel 169 behandelt die Herstellung von Helmzieren. In Kapitel 174 erläutert der Autor, wie Steinskulpturen zu vergolden sind. Die Kapitel 175–176 befassen sich mit Mitteln gegen die Feuchtigkeit von Wänden, anschließend wird erklärt, wie mit "verdeterra" (Grünerde) Innenräume und Loggien auszumalen sind.
Von besonderem Interesse sind auch die Abschnitte zur Herstellung von Gesichtsabgüssen (Kap. 182–184), die bereits für das Trecento die Anwendung solcher Verfahren belegen. Im darauffolgenden Kapitel erklärt Cennino Cennini die Nutzung von Lebendmasken für die Herstellung von gegossenen Bildnissen aus Metall.
Das Libro dell'arte endet mit einer erneuten Anrufung christlicher Heiliger und dem Wunsch, „dass sie denjenigen, welche dieses Buch sehen, beistehen, es gut zu Studiren und wohl zu behalten, auf dass sie durch ihren Fleiss in Frieden leben und ihre Familie in dieser Welt erhalten können.“

## Textausgaben desLibro dell’arte
- Cennino Cennini da Colle di Valdelsa: Das Buch von der Kunst oder Tractat der Malerei (= Quellenschriften für Kunstgeschichte und Kunsttechnik des Mittelalters und der Renaissance. 1, ZDB-ID 514181-3). Übersetzt und erläutert von Albert Ilg. Wilhelm Braumüller, Wien 1871, (Digitalisat).
- Cennino Cennini: Il libro dell’Arte. Commentato da Franco Brunello. Con una introduzione di Licisco Magagnato. N. Pozza, Vicenza 1971.
- Veronica Ricotta (Hrsg.): Il "Libro dell’arte" di Cennino Cennini. Edizione critica e commento linguistico. FrancoAngeli, Mailand 2019, ISBN 978-88-917880-0-9.
- Lara Broecke, Cennino Cennini: Cennino Cennini’s Il Libro Dell’arte’: A New English Translation and Commentary with Italian Transcription. London, 2015.